# 林為忠
林為忠（1556年（『林家覺書』）－卒年不詳）是日本戰國時代至江戶時代前期武將。父親是林通安。母親是塙義元的女兒。幼名長兵衛。別名小次郎、常吉。姐姐妙向尼是森可成的正室。妹妹是井戶宇右衛門正室。兒子有直親、左兵衛。女兒是各務元峯的正室。

## 生平
在弘治2年（1556年）。於美濃國苗木出生（在『森家先代實錄』中記載是大永4年（1524年）出生的妙向尼的兄長，不過這個説法在年份上有問題），家中長男。父親通安是森可成的家臣。
因為為忠的姐姐妙向尼是森可成的正室，林氏在森家中有一定的發言力，身為嫡男，在年輕時期開始已經是家中重臣。天正10年（1582年），在甲州征伐中進攻高遠城時，與各務元正爭奪進入城構內屋敷的一番槍，此時首先殺死敵人而立下功績。
甲州征伐後，跟隨森長可前往信濃國川中島。在鎮壓芋川親正的一揆後，接替稻葉貞通成為飯山城城代。在本能寺之變後，長可從信濃國撤退，此時父親通安等林氏一門擔任先陣並護衛長可。
在長可歸還金山城後，前往東美濃國參加討伐反抗長可的諸氏，以5百人攻陷奧村元廣守備的大森城，並令守備高山城的平井光行降伏等，在森家征伐東美濃時立下極大功勞，後來在妻木賴忠向森家降伏後，得到妻木城。小牧長久手之戰時，因為守護本國而沒有參戰。
長可在小牧長久手之戰中戰死後，與各務元正、父親通安一同向羽柴秀吉送出長可的遺書，秀吉指名各務元正和為忠2人擔任森忠政的後見人（『林家覺書』）。
在忠政繼承家督後替代年幼的關武兵衛成為高野城城代，此時與各務元正一同輔助忠政。在富山之役、小田原征伐亦跟隨忠政出陣。於九州征伐中，代替因為眼病而不能出陣的忠政擔任森軍的總大將（『森家先代實錄』。不過亦有文獻記載，是因為秀吉認為出戰經驗尚淺的忠政出陣會相當危險，於是邀請為忠擔任陣代），與伴惟利等甲賀眾一同向九州出陣，進攻岩山城、戶代城、山崎城、根城坂城等城池。
慶長5年（1600年），森氏被移封至信濃國川中島後，再次成為飯山城城代並領有8千石，同年，因為各務元正死去而成為家中第一家老。慶長8年（1603年），森氏移封至美作國津山藩後，井戶宇右衛門和名古屋山三郎發生衝突，最後2人死亡，井戶一門因為忠政的指示而被肅清。此時為忠等林氏一族在川中島向後任的松平忠輝交接領地，在前往美作國的途中得知井戶一族被誅殺，於是被激怒，因此一族沒有入國而出奔。
出奔後的林氏一門受安藝國廣島藩藩主福島正則招攬，於是得到2千5百石，而長男直親得到1千74石，自傳『林家覺書』亦是在成為福島家臣的時代寫成。
元和5年（1619年），福島氏被改易後，在攝津國隱居。元和7年（1621年），受播磨國姬路藩藩主本多忠政登用，此時得到5千石，直親得到1千石，一門林直道亦得到1千石，獲得破格的待遇。
在晩年出家並自號道休，而在這段時期，亦有與舊主森忠政和解的書信流傳至今。寬永8年（1631年），在本多忠政死後，受到本多忠義的庇護。卒年不明（不過在寬永16年（1639年），本多忠義移封至遠江國掛川藩時並沒有為忠跟隨的記錄，因此被認為是在寬永8年（1631年）至寬永16年（1639年）之間）。得到的5千石在為忠死後，歸還給本多家。